# Placówka Straży Celnej „Beskid” (Ławoczne)

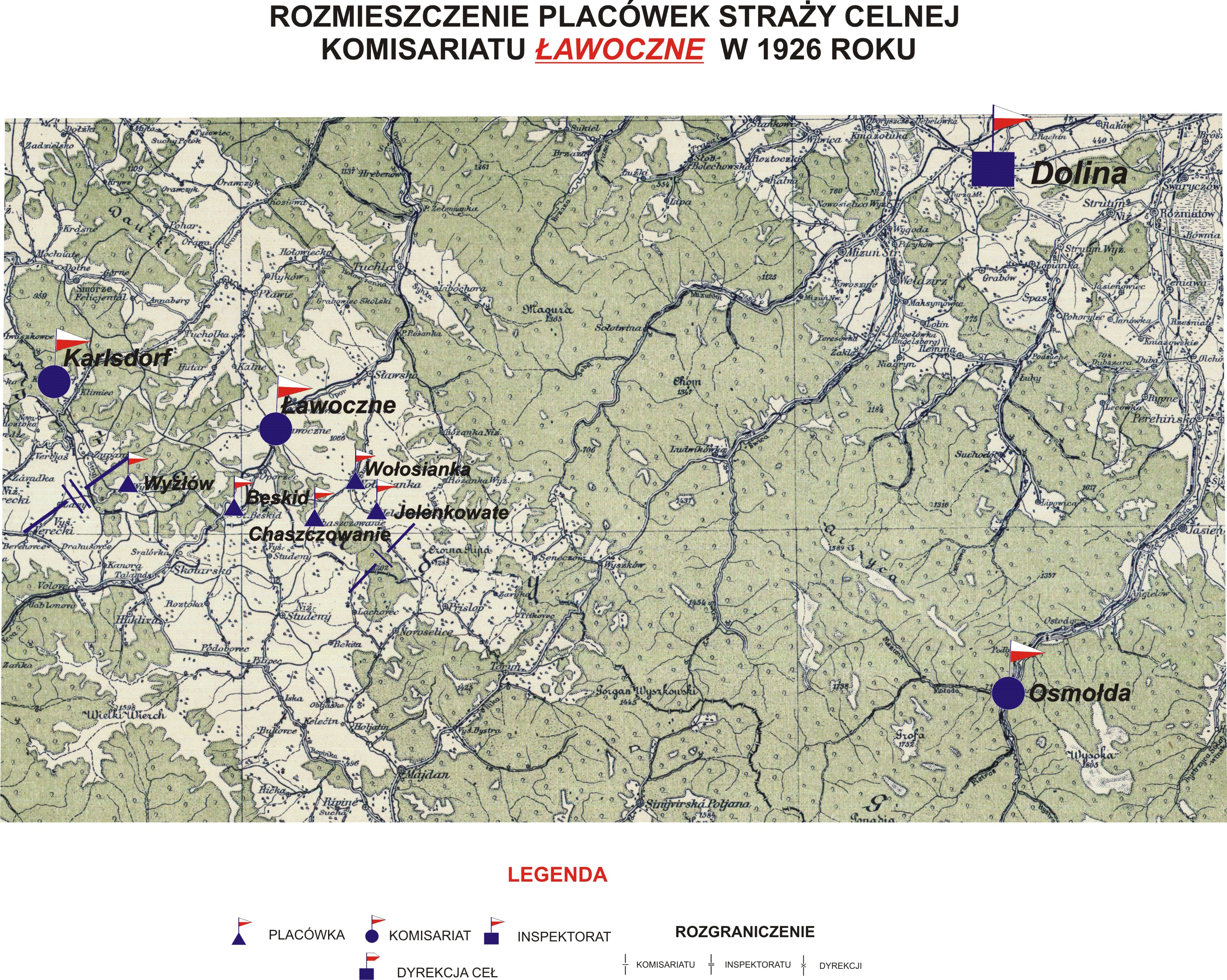
Rozmieszczenie placówek SC Komisariatu Ławoczne w 1926 r.

Placówka Straży Celnej „Beskid” – jednostka organizacyjna Straży Celnej pełniąca w okresie międzywojennym służbę ochronną na granicy polsko-czechosłowackiej.

## Geneza
Po zakończeniu wojny polsko-bolszewickiej rozwiązano formację Strzelców Granicznych. Ich rolę na granicy zachodniej i południowej przejęły Bataliony Wartownicze. Z dniem 1 kwietnia 1921 Bataliony Wartownicze przeorganizowano na Bataliony Celne. W 1921 roku w Oporcu stacjonował sztab 1 kompanii, a w Pawocznej sztab 4 kompanii 12 batalionu celnego. Kompanie wystawiały między innymi placówkę w Beskidzie.

## Formowanie i zmiany organizacyjne
Na wniosek Ministerstwa Skarbu, uchwałą z 10 marca 1920 roku, powołano do życia Straż Celną. Jednostki Straży Celnej rozpoczęły przejmowanie odcinków granicy od pododdziałów Batalionów Celnych. Proces tworzenia Straży Celnej trwał do końca 1922 roku. Placówka Straży Celnej „Beskid” weszła w podporządkowanie komisariatu Straży Celnej „Ławoczne” z Inspektoratu SC „Dolina”.
W drugiej połowie 1927 roku przystąpiono do gruntownej reorganizacji Straży Celnej. W praktyce skutkowało to rozwiązaniem tej formacji granicznej. Ochronę północnej, zachodniej i południowej granicy państwa przejęła powołana z dniem 2 kwietnia 1928 roku Straż Graniczna.  W strukturach nowo powstałej formacji placówki „Beskid” nie odtworzono

## Funkcjonariusze placówki
Kierownicy placówki
| stopień    | imię i nazwisko, numer | okres pełnienia służby | kolejne stanowisko |
| ---------- | ---------------------- | ---------------------- | ------------------ |
| przodownik | Franciszek Polak (348) | był w 1926             |                    |

Obsada personalna placówki w 1926:
- przodownik Franciszek Polak (348)
- starszy strażnik Stanisław Widomski (345)
- strażnik Antoni Konieczny (874)
- strażnik Leon Gonia (833)
- strażnik Wacław Pancek (848)
- strażnik Antoni Bąk (2168)
- strażnik Bolesław Stręk (831)
- strażnik Bolesław Głowcki (867)
- strażnik Józef Lewandowski (893)